# Нго Бао Чау
Нго Бао Чау (в'єт. Ngô Bảo Châu, нар. 28 червня 1972, Ханой, В'єтнам) — в'єтнамський математик (має подвійне громадянство В'єтнаму і Франції). Найвідоміший своїм доказом фундаментальної леми, що становить частину програми Ленглендса.

## Біографія
Тяу — син професора фізики В'єтнамського інституту механіки. Перший в'єтнамець — переможець двох Міжнародних математичних олімпіад 1988 та1989 рр. (Першу з них закінчив зі стовідсотковим результатом — 42 бали з 42 можливих).
Після закінчення спеціалізованих математичних класів при Ханойському університеті розраховував отримати вищу освіту в Будапешті, але після зміни режиму постсоціалістичний угорський уряд припинив приймати в'єтнамських студентів. У підсумку закінчив Вищу нормальну школу у Парижі. Працює в Інституті перспективних досліджень в Прінстоні, Нью-Джерсі.

## Нагороди та визнання
- 2004:Дослідницька нагорода Клея
- 2007:Обервольфахська премія[de]
- 2007:Премія Софі Жермен[en]
- 2010:Медаль Філдса
- 2011:Орден Почесного легіону[8]
- 2012:член Американського математичного товариства[9]
- 2012:член Американська академія мистецтв і наук
- 2014:Чернський запрошений професор
- 2016:член Французької академії наук